# 朝鮮赤十字総合病院
朝鮮赤十字総合病院（ちょうせんせきじゅうじそうごうびょういん）は、朝鮮民主主義人民共和国（北朝鮮）に所在する総合病院。平壌赤十字病院（ピョンヤンせきじゅうじびょういん）ともいい、平壌市東大院区域新里洞に所在する。

## 概要
平壌の有力病院の一つである。

## その他の病院
なお、それ以外の医療機関としては次の病院がある。
- 金萬有病院
- 保健省歯科総合病院
- 平壌産院
- 695病院
- 平壌親善病院